# Albanidrilus wellsi
Albanidrilus wellsi är en ringmaskart som först beskrevs av Erséus 1990.  Albanidrilus wellsi ingår i släktet Albanidrilus och familjen glattmaskar. Inga underarter finns listade i Catalogue of Life.